# El crack II
El crack II es una película española de 1983. Es la segunda parte de la película El crack, dirigida por José Luis Garci en 1981. La primera parte tuvo tal éxito que se planteó la posibilidad de repetir las aventuras del detective privado Germán Areta. Esta continuación se estrenó el 1 de agosto de 1983.

## Argumento
El detective Germán Areta acepta un caso recomendado por su antiguo comisario, el Abuelo. El nuevo cliente, llamado Miguel Sampedro, es un hombre homosexual maduro, antiguo compañero de estudios del comisario, cuya pareja a lo largo de 20 años acaba de abandonarle, y quiere saber si hay otro hombre de por medio.
Areta con la colaboración de su ayudante Cárdenas (alias el Moro) organiza un seguimiento de Alfonso Leiva, el doctor pareja del cliente contratante. Tras varios días de investigación Areta comunica a su cliente que no hay ningún otro hombre en la vida de Leiva, que lleva una vida ordenada y sin salir por las noches salvo para ir al psiquiatra un par de veces a la semana, cosa que sorprende a su compañero, y tener un breve encuentro junto al Templo de Debod al parecer para mantener una discusión. Además le dijo que tenía una caja en un banco con una fuerte cantidad de dinero en sellos, monedas antiguas y gemas.
Poco tiempo después, la pareja aparece muerta en circunstancias violentas y la policía cree que se trata de un crimen pasional: Leiva mató a su compañero de un golpe y luego se suicidó. Sin embargo, Areta está convencido de que se trata de un asesinato doble. El Abuelo le pide que investigue el asunto y aunque en principio Areta se niega termina haciéndose cargo del mismo después de que dos individuos irrumpieran en su oficina para robar información, le dieran una paliza al Moro y la destrozaran dejando la advertencia de dejar a los muertos en paz.
Tirando del hilo del hombre del encuentro en el parque, Areta y Cárdenas descubren que Leiva trabajaba en una empresa farmacéutica que se dedicaba a falsificar medicamentos y que había amenazado con dejarlo. Cárdenas se camela a una empleada de la fábrica para obtener algún frasco como prueba pero es descubierto y asesinado, dejando su cadáver en el ascensor del bloque de pisos de Areta con un sobre en la boca con un número de teléfono. Areta se decide a llamar y concierta una entrevista con uno de los socios de la empresa que le comunica que saben todo lo que ha descubierto y que no supone un peligro para ellos porque han dejado ese negocio y no tiene ninguna prueba contra ellos. A pesar de esto, la razón principal para hablar con Areta es que quieren que trabaje para ellos, en investigaciones de tipo político. Areta rechaza la oferta y finalmente se va con Carmen a las vacaciones por Italia que había cancelado anteriormente por el caso.

## Producción
El proyecto comienza tras el fracaso de la primera carrera comercial de su anterior película, ya que solo conseguía financiación para una secuela de El crack. En un principio la película iba a titularse Areta investigación por el nombre de la agencia que él llevaba, pero los distribuidores le cambiaron el título por El crack II algo que no le gustaba a Garci porque le recordaba a El padrino II.
La idea de centrarse en una pareja homosexual fue porque le resultaba bastante verídico, a pesar de que no era un tema muy común en la sociedad española.
Garci mantuvo a los protagonistas de la película anterior y el mismo equipo técnico.
El rodaje de la película comenzó en el mes de diciembre de 1982, aunque estuvo Garci buscando las localizaciones en el mes de noviembre del mismo año, finalizando en enero de 1983.

## Localización y rodaje
Como en El crack, José Luis Garcí filmó en las calles de Madrid.

## Recepción
La crítica la valoró positivamente, aun cuando la calificaron como inferior a su predecesora. La recaudación en taquilla también fue inferior, atrayendo a 366 507 espectadores.

## Legado
Garci intentó hacer una tercera parte en los años 1990 en la que iba a incluir el tema de ETA, pero su polémico tema impidió que se realizase. A pesar de anunciar en 2009 su intención de finalizar la trilogía, aunque esta última parte sería más light que las anteriores, incluso uniéndolas posteriormente en una miniserie, el director afirmó posteriormente que había desestimado la idea. Además se ha convertido en una película de culto no ya solo en España, sino también en Argentina.
Tanto esta película como su predecesora sirvieron de fuente de inspiración a Enrique Urbizu para realizar sus películas de cine negro Todo por la pasta, La caja 507 y No habrá paz para los malvados. Por otro lado Eduardo Torres-Dulce afirmó que el personaje de Leiva de No habrá paz para los malvados está basado en Germán Areta, al igual que Pedro de Paz puso el apellido del protagonista de esta película al de su novela Muñecas de cristal.

## Reparto
| Actor/Actriz          | Personaje             |
| --------------------- | --------------------- |
| Alfredo Landa         | Germán Areta          |
| María Casanova        | Carmen                |
| Miguel Rellán         | Cárdenas 'Moro'       |
| José Bódalo           | Don Ricardo           |
| Manuel Lorenzo        | Rocky                 |
| Rafael de Penagos     | Miguel Sampedro       |
| Agustín González      | Bombilla              |
| Arturo Fernández      | Don Gregorio          |
| José Manuel Cervino   | Frutos                |
| Maite Marchante       | Maite                 |
| José Yepes            | Macarra 1             |
| José Luis Merino      | Meri                  |
| José María Cañete     | Matón 1               |
| Luis Carrillo         | Matón 2               |
| Manuel Ruiz           | Macarra 3             |
| Pablo Hoyos           | Sastre                |
| Fernando Bilbao       | Matón chalet          |
| Antonio del Río       | Macarra               |
| María Adánez          | Niña                  |
| Luis María Delgado    | Alfonso Leyva         |
| Basilio Rogado        | Camarero              |
| José Luis Arriaza     | Jugador de mus        |
| José Ángel de la Casa | Acomodador cine       |
| José Luis Garci       |                       |
| Miguel Ángel Nieto    | Camarero              |
| Rosa Suances          | Pilar                 |
| Manuel Martín Ferrand | Manuel Martín Ferrand |